# Niederländische Badmintonmeisterschaft 1959
Die Niederländische Badmintonmeisterschaft 1959 fand bereits Mitte Dezember 1958 im Krelagehuis in Haarlem statt.

## Finalergebnisse
| Disziplin    | Sieger                      | Finalist                        | Ergebnis           |
| ------------ | --------------------------- | ------------------------------- | ------------------ |
| Herreneinzel | Rob de Wit                  | Pim Seth Paul                   | 15-4, 15-8         |
| Dameneinzel  | Els Robbé                   | Frieda Quist                    | 12-9, 11-5         |
| Herrendoppel | Ruud de Wit Rob de Wit      | Piet Veentjer T. van Dalen Last | 15-3, 15-3         |
| Damendoppel  | Els Robbé Agnes van Leeuwen | Annie W. Koch Frieda Quist      | 15-4, 18-13        |
| Mixed        | Piet Veentjer Els Robbé     | Lex Meijer Frieda Quist         | 16-18, 15-9, 15-10 |